# Neil Colville
 (août 2025).
Si vous disposez d'ouvrages ou d'articles de référence ou si vous connaissez des sites web de qualité traitant du thème abordé ici, merci de compléter l'article en donnant les références utiles à sa vérifiabilité et en les liant à la section « Notes et références ».
Pour les articles homonymes, voir Colville.
Temple de la renommée : 1967
Neil Colville (né le 4 août 1914 à Edmonton, en Alberta, au Canada - mort le 26 décembre 1987) est un joueur et un entraîneur professionnel canadien de hockey sur glace qui évoluait au poste de centre puis de défenseur.

## Biographie

### Carrière
Neil Colville est venu au monde à Edmonton en Alberta le 4 août 1914 et commença sa carrière dans les ligues mineures avec les  Crescents de Brooklyn de l'Eastern Hockey League. Ensuite il partit de Brooklyn pour s'en aller à Philadelphie où il joue pour les Ramblers de la Ligue américaine de hockey pour ensuite faire un autre saut et final arrêt à Broadway pour les Rangers de New York. Ne terminant jamais le meilleur joueur offensif de l'équipe, il finissait toujours deuxième ou troisième meilleur marqueur de l'équipe. Les cinq premières saisons vit son total de points prendre une pente ascendante passant de 28 points à 36, 37, 38 et un record en carrière de 42 points en 1940-1941. 
Avant que les États-Unis n'entrent dans la Deuxième Guerre mondiale, les Rangers de New York avaient créé une des meilleures lignes de la Ligue nationale de hockey. Il s'agissait du trio comprenant Alex Shibicky et les frères Colville, Neil et Mac. Jouant à la position de centre, Neil était le pilier du trio. Il impressionnait autant pour son physique que pour ses habiletés. Ce trio fit gagner la coupe Stanley aux Rangers en 1940 et fut aussi la raison pour laquelle les Rangers finirent premiers de la saison 1941-1942. Les journalistes sportifs attribuèrent un nom à cette ligne : la "Bread Line" (la ligne du pain), faisant allusion au fait que ce trio était le pain et le beurre du succès des Rangers de New York de la fin des années trente et du début des années quarante. Toute personne pouvait se reconnaître dans ce surnom à l'époque car c'était la Grande Dépression et le monde souffrant de la faim faisait la ligne pour avoir du pain pour se nourrir. Les Rangers perdirent cette ligne lorsque les trois s'enlistent dans les Forces armées canadiennes, devenant une équipe amoindrie durant ce conflit international.
C'était l'espoir de l'entraîneur des Rangers Frank Boucher, qu'à la fin de la Guerre, les Colville reviendraient et sortiraient son équipe de son creux à ne pas faire les séries. Mais ce ne fut pas le cas. Mac Colville et Shibicky avaient perdu leur touche. Chacun s'extrada de la ligue après un bref retour. Sans son frère Mac et Shibicky, Neil retourna dans la ligue s'épanouir mais il le fit dans une nouvelle position. Frank Boucher le muta comme défenseur et le jumela au tout nouveau défenseur de l'équipe Frankie Eddolls, acquis d'un excellent échange. Neil s'adapta immédiatement à ce nouveau poste. Il fit si bien qu'il se tailla une place  sur la deuxième équipe d'étoiles de la Ligue nationale de hockey. Faisant bonne impression sur ses coéquipiers, ce n'est pas une surprise qu'il fut nommé le capitaine des Rangers en 1945-1946 et qu'il conserva le C jusqu'en 1948-1949. Après cette saison, l'âge se faisant sentir, il se retira officiellement. 
Quand les Rangers firent la finale de la coupe Stanley contre les Red Wings de Détroit, perdant en deuxième prolongation de la septième partie, l'ancien coéquipier de Colville Lynn Patrick était l'entraîneur des Rangers. Mais durant l'été de 1950, Patrick eut un différend avec la direction des Rangers sur un nouveau contrat, délaissant l'équipe pour aller entraîner l'équipe rivale des Bruins de Boston. Ce fut Colville qui obtient le nouveau poste d'entraîneur. Une série de blessures et de malchances s'abattant sur l'équipe, Colville, ayant des problèmes de santé, décida qu'il était mieux de se retirer et quitta son poste d'entraîneur des Rangers après la saison 1950-1951. Sa carrière chez les Rangers se fit sur 14 saisons, 12 à titre de joueur de 1935 à 1942 et de 1944 à 1949, ainsi que deux autres comme entraîneur, en 1950-1951. Il fut intronisé au Temple de la renommée du hockey en 1967. Il est mort le 26 décembre 1987.

## Statistiques
| Saison     | Équipe                   | Ligue          |     | Saison régulière | Saison régulière | Saison régulière | Saison régulière | Saison régulière |    | Séries éliminatoires | Séries éliminatoires | Séries éliminatoires | Séries éliminatoires | Séries éliminatoires |
| Saison     | Équipe                   | Ligue          | PJ  | B                | A                | Pts              | Pun              | PJ               | B  | A                    | Pts                  | Pun                  |                      |                      |
| 1929-1930  | Enarcos d'Edmonton       | EJrHL          | 12  | 1                | 0                | 1                |                  |                  |    |                      |                      |                      |                      |                      |
| 1930-1931  | Canadians d'Edmonton     | EJrHL          | 13  | 2                | 0                | 2                | 8                |                  |    |                      |                      |                      |                      |                      |
| 1931-1932  | Poolers d'Edmonton       | EJrHL          | 11  | 7                | 3                | 10               |                  | 4                | 2  | 1                    | 3                    | 0                    |                      |                      |
| 1931-1932  | Poolers d'Edmonton       | Coupe Memorial |     |                  |                  |                  |                  | 5                | 2  | 0                    | 2                    | 2                    |                      |                      |
| 1932-1933  | Athletic Club d'Edmonton | EJrHL          | 11  |                  |                  |                  | 10               | 3                | 0  | 0                    | 0                    | 2                    |                      |                      |
| 1933-1934  | Athletic Club d'Edmonton | EJrHL          | 9   | 14               | 4                | 18               | 13               | 2                | 4  | 2                    | 6                    | 5                    |                      |                      |
| 1933-1934  | Athletic Club d'Edmonton | Coupe Memorial |     |                  |                  |                  |                  | 12               | 15 | 6                    | 21                   | 4                    |                      |                      |
| 1934-1935  | Crescents de New York    | EAHL           | 21  | 24               | 11               | 35               | 16               | 8                | 8  | 4                    | 12                   | 2                    |                      |                      |
| 1935-1936  | Rangers de New York      | LNH            | 1   | 0                | 0                | 0                | 0                |                  |    |                      |                      |                      |                      |                      |
| 1935-1936  | Ramblers de Philadelphie | Can-Am         | 35  | 15               | 16               | 31               | 8                | 4                | 0  | 2                    | 2                    | 0                    |                      |                      |
| 1936-1937  | Rangers de New York      | LNH            | 45  | 10               | 18               | 28               | 33               | 9                | 3  | 3                    | 6                    | 0                    |                      |                      |
| 1937-1938  | Rangers de New York      | LNH            | 45  | 17               | 19               | 36               | 11               | 3                | 0  | 1                    | 1                    | 0                    |                      |                      |
| 1938-1939  | Rangers de New York      | LNH            | 47  | 18               | 19               | 37               | 12               | 7                | 0  | 2                    | 2                    | 2                    |                      |                      |
| 1939-1940  | Rangers de New York      | LNH            | 48  | 19               | 19               | 38               | 22               | 12               | 2  | 7                    | 9                    | 18                   |                      |                      |
| 1940-1941  | Rangers de New York      | LNH            | 48  | 14               | 28               | 42               | 28               | 3                | 1  | 1                    | 2                    | 0                    |                      |                      |
| 1941-1942  | Rangers de New York      | LNH            | 48  | 8                | 25               | 33               | 37               | 6                | 0  | 5                    | 5                    | 6                    |                      |                      |
| 1942-1943  | Commandos d'Ottawa       | LHSQ           | 22  | 12               | 30               | 42               | 32               |                  |    |                      |                      |                      |                      |                      |
| 1942-1943  | Ottawa Army              | OCHL           | 12  | 11               | 12               | 23               | 6                |                  |    |                      |                      |                      |                      |                      |
| 1942-1943  | Commandos d'Ottawa       | Coupe Allan    |     |                  |                  |                  |                  | 12               | 14 | 14                   | 28                   | 17                   |                      |                      |
| 1944-1945  | Rangers de New York      | LNH            | 4   | 0                | 1                | 1                | 2                |                  |    |                      |                      |                      |                      |                      |
| 1944-1945  | Winnipeg RCAF            | WNDHL          | 6   | 5                | 4                | 9                | 4                |                  |    |                      |                      |                      |                      |                      |
| 1944-1945  | Commandos d'Ottawa       | LHSQ           | 2   | 0                | 0                | 0                | 0                |                  |    |                      |                      |                      |                      |                      |
| 1944-1945  | As de Québec             | LHSQ           | 5   | 1                | 2                | 3                | 0                | 7                | 2  | 5                    | 7                    | 4                    |                      |                      |
| 1944-1945  | As de Québec             | Coupe Allan    |     |                  |                  |                  |                  | 3                | 0  | 3                    | 3                    | 0                    |                      |                      |
| 1945-1946  | Rangers de New York      | LNH            | 49  | 5                | 4                | 9                | 25               |                  |    |                      |                      |                      |                      |                      |
| 1946-1947  | Rangers de New York      | LNH            | 60  | 4                | 16               | 20               | 16               |                  |    |                      |                      |                      |                      |                      |
| 1947-1948  | Rangers de New York      | LNH            | 55  | 4                | 12               | 16               | 25               | 6                | 1  | 0                    | 1                    | 6                    |                      |                      |
| 1948-1949  | Rangers de New York      | LNH            | 14  | 0                | 5                | 5                | 2                |                  |    |                      |                      |                      |                      |                      |
| 1948-1949  | Ramblers de New Haven    | LAH            | 11  | 0                | 3                | 3                | 8                |                  |    |                      |                      |                      |                      |                      |
| 1949-1950  | Ramblers de New Haven    | LAH            | 17  | 3                | 4                | 7                | 13               |                  |    |                      |                      |                      |                      |                      |
| Totaux LNH | Totaux LNH               | Totaux LNH     | 464 | 99               | 166              | 265              | 213              | 46               | 7  | 19                   | 26                   | 32                   |                      |                      |

| Saison    | Équipe              | Ligue |    | PJ | V  | D  | N      | % V           |  | Séries éliminatoires |
| 1950-1951 | Rangers de New York | LNH   | 70 | 20 | 29 | 21 | 43,6 % | Non qualifiés |  |                      |
| 1951-1952 | Rangers de New York | LNH   | 23 | 6  | 12 | 5  | 37,0 % | -             |  |                      |